# Emil Heinricher

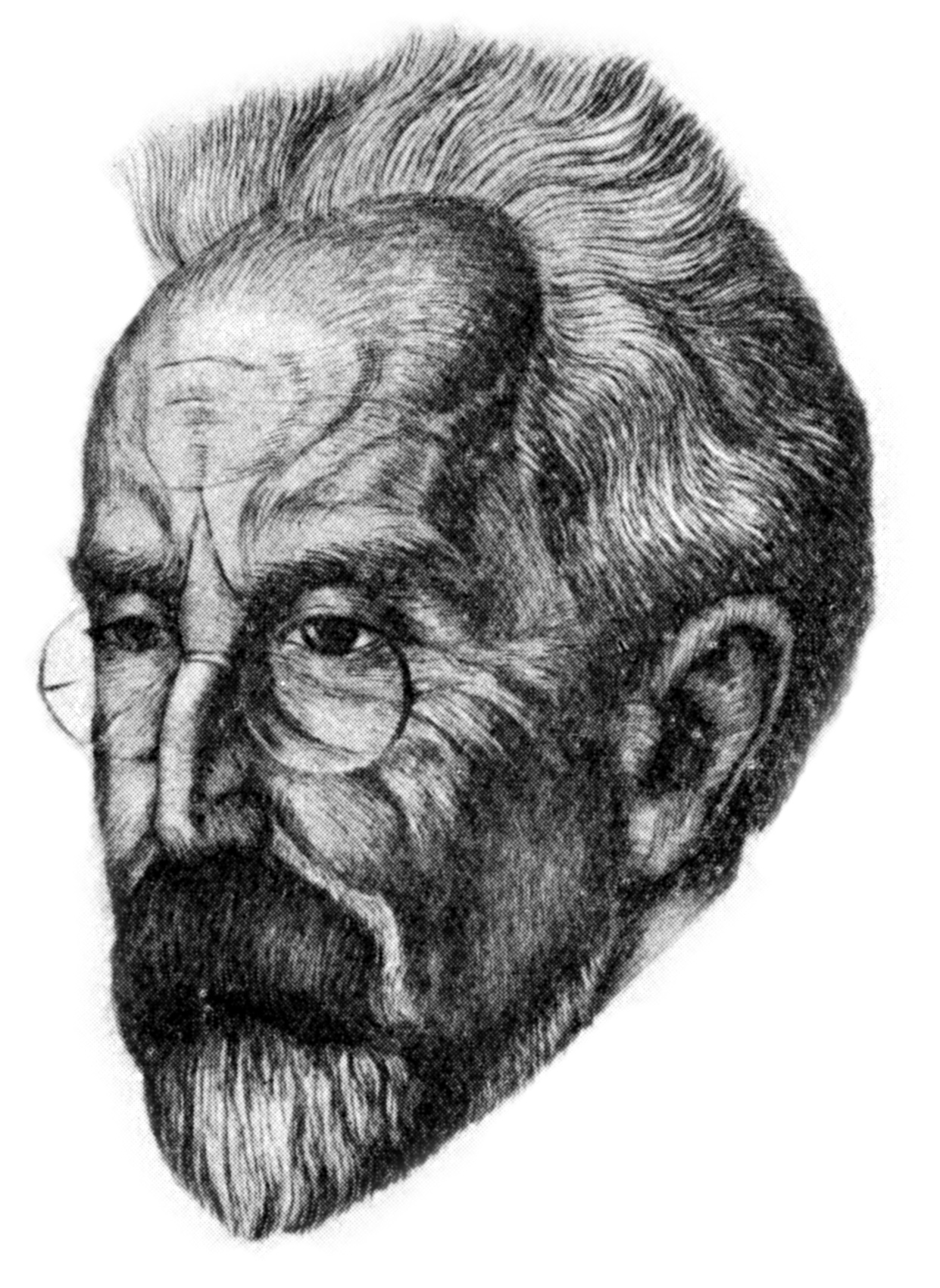
Emil Heinricher

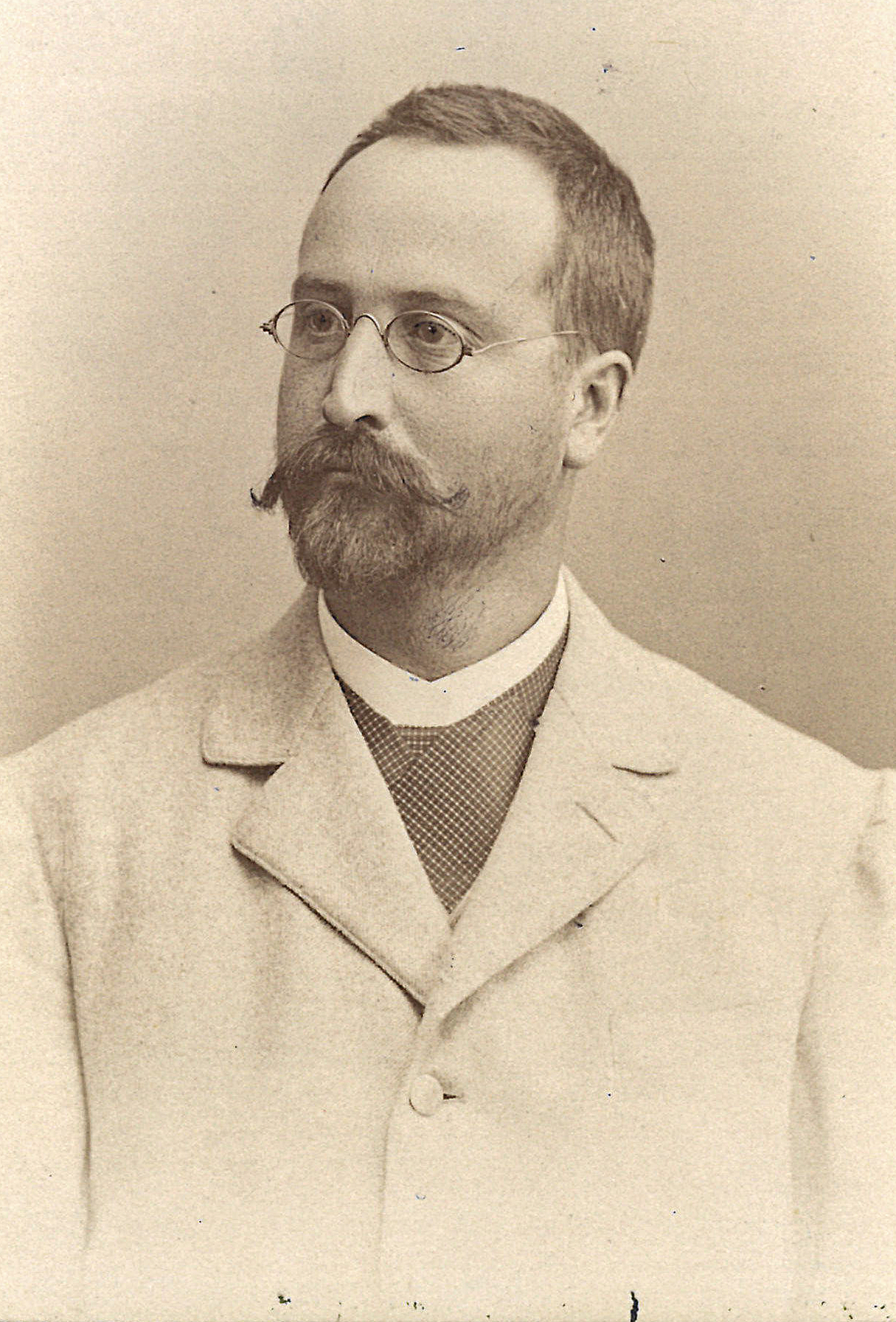
Emil Heinricher, aufgenommen an der Universität Innsbruck zur vorletzten Jahrhundertwende

Emil Johann Lambert Heinricher (* 14. November 1856 in Laibach; † 13. Juli 1934 in Innsbruck) war ein österreichischer Botaniker. Er beschäftigte sich hauptsächlich mit parasitischen Samenpflanzen, besonders der Schuppenwurzen und den Misteln. Daneben publizierte er aber auch allgemeine Beiträge zur Entwicklungsgeschichte, Anatomie, Morphologie und Physiologie der parasitischen Angiospermen und zur Teratologie. Sein offizielles botanisches Autorenkürzel lautet „Heinr.“

## Leben
Emil Heinricher wurde als Sohn eines Laibacher Hofrates geboren. Er studierte in Graz, wo er 1879 promoviert wurde. Von 1835 an war bis zu dessen Tod 1888 Assistent von Hubert Leitgeb. Ab 1882 arbeitete er als Privatdozent für Botanik.
1882 bis 1883 arbeitete er bei Simon Schwendener in Berlin und bei Julius Sachs in Würzburg. 1888 gründete er in Graz ein botanisches Institut, aber schon 1889 wurde er Nachfolger von Johann Joseph Peyritsch als Professor für Botanik an der Universität Innsbruck. Zeitgleich wurde er auch Direktor des Botanischen Gartens Innsbrucks, wo er in dem zwischen 1900 und 1913 in Hötting neuerrichteten Garten die Pflanzung nach biologischen Gruppen einführte. Im Jahr 1889 wurde er zum Mitglied der Leopoldina gewählt.
1903/1904 unternahm er eine Reise in die Tropen und arbeitete dort am Botanischen Garten Buitenzorg (ehemaliger niederländischer Name der indonesischen Stadt Bogor). Er war ab 1928 korrespondierendes Mitglied der Preußischen Akademie der Wissenschaften.
Sein Enkel ist der Mykologe Meinhard Moser.

## Schriften
- Was alles aus der Nachkommenschaft einer Pflanze hervorgehen kann (Studien zur Art- u. Formbildg an Kulturen von Primula kewensis, 1925–1933). Berlin: Akad. d. Wissenschaften, 1934.
- Geschichte des Botanischen Gartens der Universität Innsbruck. Jena: Fischer, 1934.
- Monographie der Gattung Lathraea. Jena: Fischer, 1931.
- Untersuchungen über die Nachkommenschaft der Primula Kewensis und ihre Vielgestaltigkeit [Aus d. botan. Institut d. Universität Innsbruck]. Wien: Hölder-Pichler-Tempsky, A. G., 1930.
- Selektionsversuche mit atavistischer Iris 1880-1927. Jena: G. Fischer, 1928.
- Die Sexualitätsverhältnisse und die Rassen der Kaiserkrone (Fritillaria imperialis L.) Aus d. Botan. Institut d. Univ. Innsbruck . Wien: Hölder-Pichler-Tempsky, A.G [Abt.:] Akad. d. Wiss., 1928.
- Viehweide, ein am Formwechsel und an der Artbildung bei Pflanzen mitwirkender Faktor : Centaurea Jacea L., var. pygmaea ein Beispiel hierfür. Wien: Hölder-Pichler-Tempsky, A.G., 1925.
- Die Schlafbewegungen der Blütenkörbchen von Dimorphoteca pluvialis (L.) Mnch. Wien: Hölder-Pichler-Tempsky A. G., 1924.
- Das Absorptionssystem der Wacholdermistel (Arceuthobium oxycedri D. C. M. B.) mit besonderer Berücksichtigung seiner Entwicklung und Leistung. Wien: Hölder-Pichler-Tempsky, 1923.
- Ueber den Mangel einer durch innere Bedingungen bewirkten Ruheperiode bei den Samen der Mistel (Viscum album L.). Wien: Höder, 1916.
- Die Keimung und Entwicklungsgeschichte der Wacholdermistel, Arceuthobium Oxycedri, auf Grund durchgeführter Kulturen geschildert Wien: Hölder, 1915.
- Beiträge zur Biologie der Zwergmistel, Arceuthobium Oxycedri, bes. zur Kenntnis d. anatom. Baues u. d. Mechanik ihrer explosiven Beeren. Wien: Hölder, 1915.
- Das neue botanische Institut der Universität Innsbruck. Jena: Fischer, 1914.
- Untersuchungen über Lilium bulbiferum L., Lilium croceum Chaix und den gezüchteten Bastard Lilium sp. x Lilium croceum Chaix. Wien: Hölder, 1914.
- Bei der Kultur von Misteln beobachtete Korrelationserscheinungen und die das Wachstum der Mistel begleitenden Krümmungsbewegungen. Wien: Hölder, 1913.
- Die Aufzucht und Kultur der parasitischen Samenpflanzen. Jena: Fischer, 1910.
- Heinricher; Pflanzenbiologische Gruppen. Botanisches Centralblatt, 1896.
- Biologische Studien an der Gattung Lathraea. Berlin 1893.